# 张晓宇 (足球运动员)
张晓宇（1989年7月1日—）出生于山东烟台，是一名中国足球运动员，司职中场，现效力于山东鲁能泰山。

## 职业生涯

### 青年队
- 进入山东鲁能泰山的鲁能足校。

### 俱乐部
- 2008年进入山东鲁能泰山一队。

### 国家队
- 2008年入选中国国青队，参加了亚青赛。

## 荣誉

### 山东鲁能泰山
- 中国足球超级联赛冠军：2008, 2010